# Toxic Waste
Toxic Waste es una línea de caramelos agrios comercializados por la empresa de dulces estadounidense Candy Dynamics Inc., con su sede ubicada en Indianápolis, Indiana .   Los productos se venden principalmente en Estados Unidos y Canadá, pero también vendidos en países como el Reino Unido, Irlanda y Sudáfrica .  Los caramelos Toxic Waste vienen en unos envases como contenedores de toxicidad, cada uno con 16 caramelos.

## Producción y distribución
Algunos productos de Toxic Waste tienen un exterior duro y ácido y un interior mas ácido todavía.  Los productos de caramelos Toxic Waste se fabrican en Brasil, Pakistán  y España. El producto se distribuye en Estados Unidos,  Reino Unido, por Newbridge Foods de Bromborough, Wirral,  Europa, Canadá,  Sudáfrica y otros países distintos.
Hay cinco sabores posibles: de manzana, de cereza negra, de sandía, de limón y de frambuesa azul.  También se introdujo un envase extra de color morado, que contiene los sabores de arándano, de mora, de cereza negra y de uva. Además del barril morado, se introdujeron cinco sabores nuevos en el exclusivo barril rojo: frambuesa, arándano, pera roja, fresa y uva roja, y otros cinco sabores especiales: lima, kiwi, melón, manzana verde y pera verde, introducidos en el barril verde.  La marca también incluye Smog Balls,  Goop (descontinuado en EE. UU.),  Slime Lickers,  Hi Voltage Bubblegum (descontinuado en EE. UU.),  Short Circuits Bubblegum (descontinuado en EE. UU.),  Toxic Waste Gum Balls (descontinuado en EE. UU.) y Mutant Gummy Worms. En 2007, se produjo la variante de barra masticable Nuclear Sludge, pero no fue tan popular por los consumidores en comparación con las otras variedades.  Las pruebas realizadas por el Departamento de Salud Pública de California también advirtieron sobre de que esta variante tenía un nivel de plomo muy peligrosamente alto, y fue retirada del mercado por este mismo motivo.  Los lodos nucleares alcanzaron unas ventas increíbles de 32.000 dólares en el año 2010.  Otro producto son los aerosoles Toxic Waste Sour Candy.

## Información nutricional
Calorias: 25 por carameloGrasa total: 0gSodio: 0mg,Carbohidratos totales: 13gAzúcares: 11gProteínas: 0g

## El desafío de los Toxic Waste
Los caramelos presentan un desafío sobre cuánto tiempo puedes mantener uno de los caramelos Toxic Waste en la boca.  Los fabricantes recomiendan a los consumidores a competir contra un amigo. Hay una advertencia en el barril que indica que las personas sensibles del corazón, o con brackets no deben consumir el producto. El periodista del Chicago Sun-Times, Kevin Allen, añadió que el dulce da una dulzura muy agradable después del fuerte sabor amargo inicial en tu boca. 

## Recuerda
En enero de 2011, el distribuidor estadounidense de la variedad de barra masticable Toxic Waste Nuclear Sludge quitó la posibilidad de comprar el producto en el mercado, que se fabricaba en Pakistán, debido a la contaminación por el plomo.  En ese momento, la Administración de Alimentos y Medicamentos de Estados Unidos (FDA) anunció que era un peligroso riesgo comerlo debido a esta contaminación.  La contaminación fue detectada por primera vez por el Departamento de Salud Pública de California, que encontró un contenido de plomo en los caramelos de casi 0,31 partes por millón, que superaba el límite que la FDA exige para los alimentos, que debe ser menor a 0,1 partes por millón. 
En marzo de 2011, la FDA determinó que los chicles de la marca Toxic Waste Short Circuits importados a los EE. UU. desde Pakistán tenían cantidades de plomo que pasaban los niveles permitidos por la FDA.  La FDA anunció que el producto tenía más 0,189 partes por millón de plomo, nada seguro. 
En octubre de 2023, la Comisión de Seguridad de Productos del Consumidor de EE. UU. transmitió una declaración de retiro del mercado de los productos Toxic Waste Slime Licker. Los productos contienen una pequeña bola rodante que puede salirse y provocar un terrible peligro de asfixia.  